# Projecte tècnic
El projecte tècnic és la sèrie de documents tècnics que inclouen completament la informació indispensable per a construir una òptima obra. També el podem definir com la tercera fase del procés tecnològic.
Principalment, els documents tècnics que componen el projecte tècnic són quatre: La memòria tècnica, els plànols, el pressupost econòmic i el plec de condicions. És important que aquests quatre estiguin redactats en un llenguatge tècnic normalitzat, ja que d'aquesta manera a qualsevol persona li resultaran fàcil de comprendre.

## Memòria tècnica
La memòria tècnica (o memòria) és un document escrit que pot incloure diversos apartats que caracteritzen el projecte tècnic. La memòria equival als procediments previs de la realització del projecte.
Per a importants projectes tècnics, les úniques persones capacitades per a redactar la memòria tècnica són investigadors.

### Normalització
La memòria, com a document tècnic, ha de complir una sèrie de condicions perquè el projecte tècnic sigui clar i entenedor i contingui tota la informació necessària per a realitzar un projecte.
Aquest document ha de descriure (resumidament) les motivacions del projecte tècnic. Aquestes, són les raons per les quals decidim realitzar el projecte. Posteriorment, s'han d'introduir els objectius; Tot allò que volem assolir.
A continuació, s'han d'especificar tant la descripció tècnica com els càlculs. Això no obstant, si els càlculs resulten ser molt importants, es poden separar de la memòria creant d'aquesta manera uns documents a part.
La memòria tècnica acostuma a incloure una llista que especifica els materials i les eines que s'han de fer servir en la fabricació del projecte, a més, s'hi han d'especificar les normes; les quals determinaran com fabricar el producte i com utilitzar-lo.
I finalment, també pot contenir annexos, com per exemple característiques tècniques dels materials o de les peces que conformen el producte o la instal·lació.

## Plànols
Els plànols són la representació gràfica de l'objecte o la instal·lació que s'ha de fer. A diferència de la memòria tècnica, per als plànols no existeix cap normativa o norma que fixi el nombre i el tipus de plànols que s'han d'incloure en el projecte tècnic. D'aquesta manera podem afirmar que els plànols han de ser tot el que calgui dibuixar. 

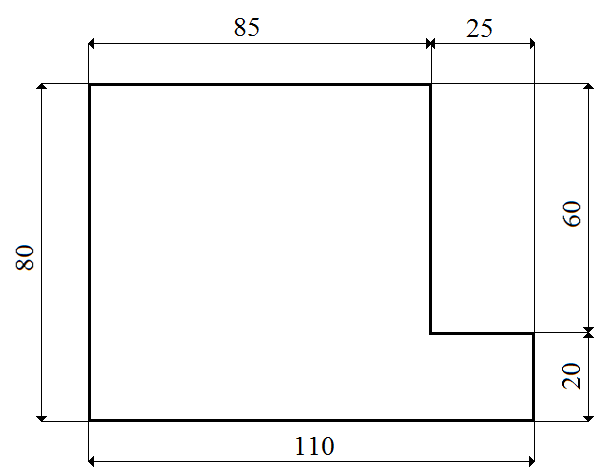
Acotació normalitzada d'una forma geomètrica

### Normalització
Això no obstant, tots els plànols del projecte han de complir unes certes normatives de realització perquè el dissenyador o projectista pugui treballar sense cap tipus d'ambigüitat o problemes. Aquestes són les següents: 
- Els plànols han d'estar dibuixats en una escala normalitzada per a una correcta visualització. Poden ser a escala d'ampliació, natural o de reducció. A més, poden estar representades de forma numèrica o de forma gràfica.
- Tots els plànols han d'estar acotats de manera correcta.
- Els símbols gràfics han de ser fàcilment identificables, facilitant d'aquesta manera una posterior lectura.
- Tot i que es poden realitzar a mà, actualment els plànols s'acostumen a fer amb l'ajut de potents programes de disseny gràfic per ordinadors.

Hi ha diferents tipus de plànols, com per exemple; plànol de situació, de fonaments, de coberta, de distribució, de façanes, etc.

## Pressupost econòmic
El pressupost econòmic és un document que conté la informació econòmica corresponent al projecte en qüestió que es vol desenvolupar. S'organitza per partides i serveix per calcular el cost total.
En la majoria dels casos, les partides més importants són les que corresponen a mà d'obra, materials, energia, impostos i transport i maquinària.

## Plec de condicions
El plec de condicions és el document que completa el projecte tècnic, i on s'exposen totes les clàusules i condicions que s'accepten al realitzar un projecte.
El contingut d'aquest document inclou; l'execució de l'obra, senyalització d'obra i instal·lacions, els treballs no autoritzats i defectuosos, els treballs nocturns, etcètera.
Considerant tots els aspectes del plec de condicions, el podem dividir en diferents plecs més concrets. Aquests són; 
- Condicions tècniques: Com les fases del procés de producció de l'objecte, els diferents controls de qualitat, etc.
- Condicions econòmiques: Les quals inclouen la forma i els terminis de pagament dels clients.
- Condicions legals: Compostes per un resum de la normativa que ha de complir el producte.